# The Last Days of Disco Stick
"The Last Days of Disco Stick" là tập thứ 53 của loạt phim truyền hình Gossip Girl. Nó cũng là tập thứ 10 của mùa thứ ba nằm trong loạt phim. Nó được phát sóng ngày 16 tháng 11 năm 2009, do Leila Gerstein sáng tác và Tony Wharmby đọa diễn. Tập phim có sự góp mặt của nữ ca sĩ người New York Lady Gaga. Tên tập phim xuất phát từ phim "The Last Days of Disco" và lời trong ca khúc "LoveGame" của Lady Gaga.

## Đánh giá
"The Last Days of Disco Stick" được 2.24 triệu người xem.
Tập phim cũng nhận nhiều sự đánh giá khác nhau, với 6.1/10 từ TV.com, 4.4/5 sao trên TV Fanatic, và 7.3/10 sao trên IMDB

## Âm nhạc
- Boys and Girls của Thecocknbullkid
- Who Do I Wait For của Needers and Givers
- Not Just a Long Face của Magic Bullets
- Lay Low của Magic Bullets
- LoveGame của The Transcenders, vốn của Lady Gaga
- Over & Out (Striker One Niner) của Estate
- Dance in the Dark của Lady Gaga
- Telephone của Lady Gaga và Beyoncé
- Paper Roses của Jason Diaz
- Bad Romance của Lady Gaga